# SHE
Pour les articles homonymes, voir She (homonymie).
SHE, stylisé S.H.E., est un girl group taïwanais de mandopop, originaire de Taipei. Il est composé de Selina Ren, de Hebe Tien et d'Ella Chen.

## Histoire

### Débuts (2001–2009)
Le 12 août 2000, le label HIM International Music organise une compétition de chant appelée Universal Talent and Beauty Girl Contest afin d’élire de nouveaux artistes. Plus de 1 000 participantes se présentent au concours. Lors des auditions, Ren Jia-Xuan chante Before I Fall in Love de Coco Lee, Chen Jia-Hua chante Gentle and Soft (溫柔) du groupe rock taïwanais Mayday, et Tien Fu-Zhen chante Write a Song (寫一首歌) de Shunza. Ainsi ces trois jeunes femmes séduisent le jury. 
Bien que tous les trois signent le label, le producteur ne les prend pas à cause de leurs personnalités atypiques. Malgré cela, elles ne se désespèrent pas, elles forment un groupe nommé « SHE », soit chaque lettre correspond à leur prénom initial en anglais.  

### Hospitalisation de Selina (2010–2018)

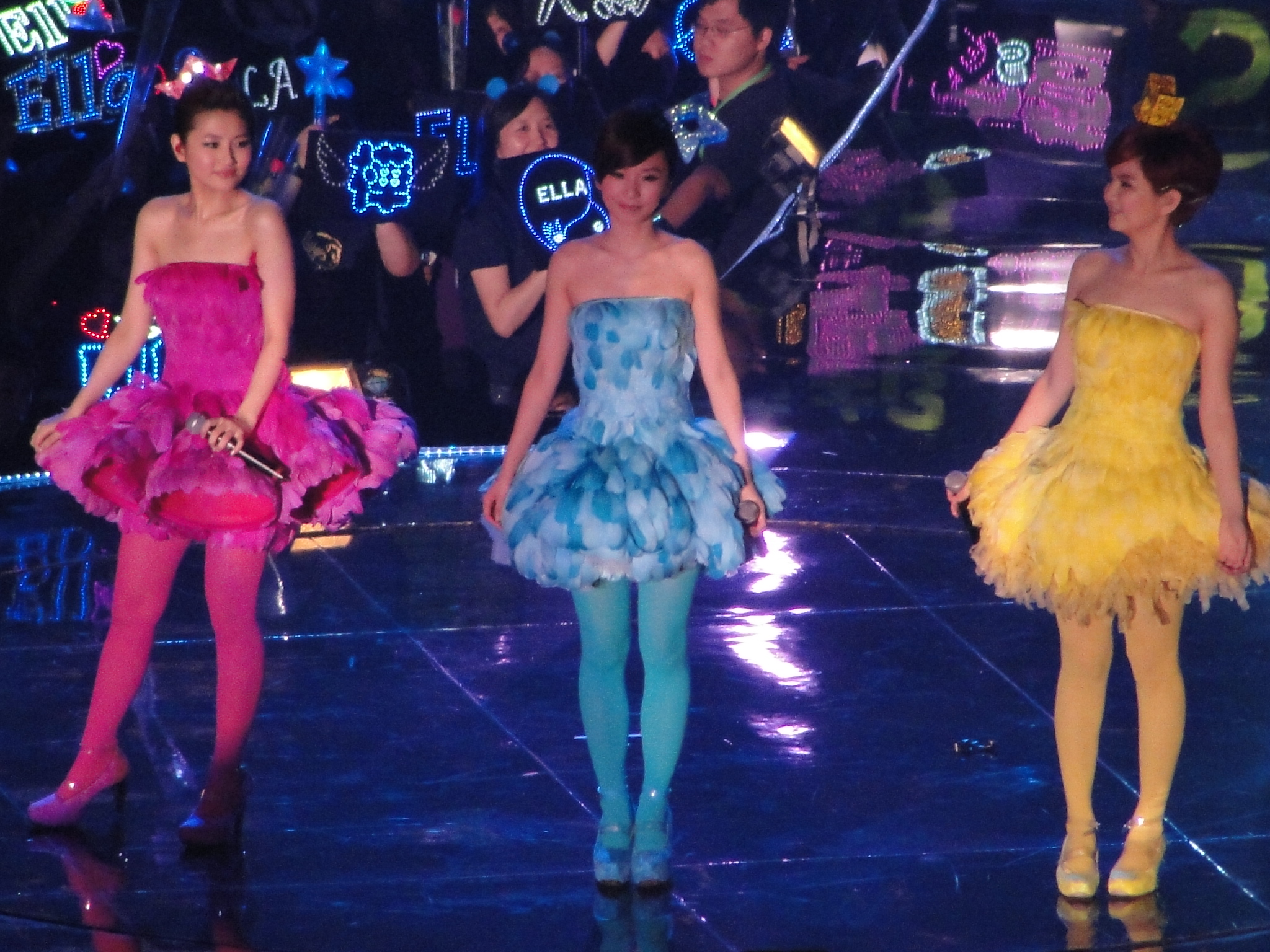
SHE lors du concert SHE Is the One à Taipei en 2010 (de gauche à droite : Selina, Hebe et Ella).

Après la tournée SHE Is The One World Tour qui se termine à Sydney, en Australie, en septembre 2010, le groupe n'apparaît plus à cause de l’accident de Selina, survenu quelques semaines plus tard lors d'un tournage à Shanghai pour une série télévisée appelée I Have a Date with Spring. Le réalisateur voulait tourner cette scène en faisant véritablement exploser un immeuble afin de donner un effet plus réaliste. Cette explosion a causé près de 54 % de brûlures au troisième degré au dos et aux jambes de Selina.
Pendant sa période de guérison, les membres continuent leur carrière chacune de leur côté. Des rumeurs commencent à circuler selon lesquels c'est la fin de SHE, ou le label trouve une autre personne pour remplacer Selina. 
En janvier 2010, Selina est entièrement guérie. Elle est émue et remercie l'équipe médicale. Durant une conférence de presse, ses deux partenaires sont à ses côtés, déclarant que le groupe est toujours uni plus que jamais. Selina sort son premier album EP solo intitulé Dream a New Dream (重作一個夢). Et plus tard elle se marie avec l'avocat Richand Chang le 31 octobre 2011 pour ses 30 ans. À l'instar de sa collègue, Ella se marie le 5 mai 2012 avec le malaisien Alvin Lai.
En avril 2018, Ella est l'instructrice vocale de Produce 101 China. Le contrat d'Ella prend fin avec la maison de disques et annonce qu'elle ne renouvellerait pas son contrat le 10 juillet 2018, avec l'intention de créer sa propre société de gestion avec son mari, cependant, le groupe ne se dissoudra pas et continuera à faire des projets, car la gestion continuera à coopérer avec Ella. Le 30 août 2018, un single numérique Seventeen est publié par S.H.E, commémorant le 17e anniversaire de ses débuts, et le single est publié sous forme de téléchargement. Le groupe tient ensuite le S.H.E 17th Anniversary Concert à Liberty Square à Taipei le 11 septembre 2018.

### Réunions (depuis 2019)
En janvier 2019, ils se sont réunis pour une fête philanthropique pour les enfants et font des dons à l'organisation caritative de lutte contre la pauvreté des enfants avant le nouvel an lunaire. Le 29 juin 2019, elles se runissent de nouveau pour la 30e édition des Golden Melody Awards en tant qu'invitées et ont remis les prix du meilleur groupe et du meilleur groupe. Le 11 août 2023, Selina et Ella sont invitées à participer à la tournée One After Another de Hebe.

## Style musical

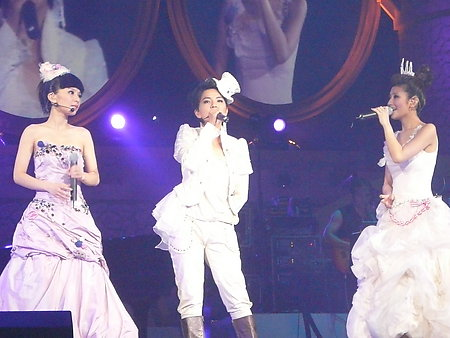
SHE interprétant Migratory Bird (候鳥) lors du concert Perfect 3 à Hong Kong (de gauche à droite : Hebe, Ella et Selina).

Elles sortent leur tout premier album intitulé Girl's Dorm en 2001. Ce premier album est un un immense succès qui totalise la vente de plus de 150 000 exemplaires[réf. nécessaire]. Leurs trois albums suivants remportent encore plus de succès avec plus de 250 000 exemplaires écoulés rien qu'à Taïwan[réf. nécessaire]. 
En 2007, le groupe chante Chinese Language (中國話). Cette chanson, malgré sa popularité, devient rapidement sujet de controverse. En effet, les indépendantistes la critiquent comme exaltation du sentiment national envers la Chine. Mais la compagnie réagit en leur répondant que la chanson faisait uniquement éloge de la langue elle-même et n'avait rien à voir avec la Chine.

## Discographie

### Albums studio
| No. | Titre                              | Date de sortie    | Langue   | Label                   | Ventes[réf. nécessaire]  |
| --- | ---------------------------------- | ----------------- | -------- | ----------------------- | ------------------------ |
| 1.  | Girl's Dorm (女生宿舍)             | 11 septembre 2001 | Mandarin | HIM International Music | 160 000                  |
| 2.  | Youth Society (青春株式會社)       | 29 janvier 2002   | Mandarin | HIM International Music | 250 000                  |
| 3.  | Genesis (美麗新世界)               | 5 août 2002       | Mandarin | HIM International Music | 300 000 Asie: 1 760 000  |
| 4.  | Super Star                         | 22 août 2003      | Mandarin | HIM International Music | 320 000 Asie : 2 750 000 |
| 5.  | Magical Journey (奇幻旅程)         | 6 février 2004    | Mandarin | HIM International Music | Asie : 1 530 000         |
| 6.  | Encore (安可)                      | 12 novembre 2004  | Mandarin | HIM International Music | Asie : 2 000 000         |
| 7.  | Once Upon a Time (不想長大)        | 25 novembre 2005  | Mandarin | HIM International Music | Asie : 1 000 000         |
| 8.  | Play                               | 11 mai 2007       | Mandarin | HIM International Music | 150 000 Asie: 500 000    |
| 9.  | FM SHE (我的電台 FM SHE)           | 23 septembre 2008 | Mandarin | HIM International Music | 90 000                   |
| 10. | SHERO                              | 26 mars 2010      | Mandarin | HIM International Music | 65 000                   |
| 11. | Flowers Blossom again (花又開好了) | 16 novembre 2012  | Mandarin | HIM International Music | Drapeau de Taïwan        |

### Compilations
| No. | Titre    | Date de sortie  | Langue   | Label                   | Ventes[réf. nécessaire] |
| --- | -------- | --------------- | -------- | ----------------------- | ----------------------- |
| 1.  | Together | 23 janvier 2003 | Mandarin | HIM International Music | 280 000                 |
| 2.  | Forever  | 21 juillet 2006 | Mandarin | HIM International Music | 219 000                 |

### Collaborations
- Tank - Solo Madrigal (獨唱情歌)
- Fahrenheit - Only Have Feelings for You (只對你有感覺) avec Hebe
- Wang Lee-hom - You Are the Song in My Heart (你是我心內的一首歌) avec Selina
- Fahrenheit - New Home (新窝)
- Sodagreen - I Wrote of You In My Song (你被寫在我的歌里) avec Ella

### Concerts DVD
- Fantasy Land Tour à Taipei (奇幻樂園台北演唱會) : 28 janvier 2005
- Perfect 3 World Tour Live à Hong Kong (移動城堡香港演唱會) : 26 janvier 2007
- SHE Is The One Tour Live (SHE 愛而為一演唱會影音館) : 4 mars 2011

### Autres albums par les membres
| Titre                | Date de sortie   | Membre     | Label                   |
| -------------------- | ---------------- | ---------- | ----------------------- |
| To Hebe              | 3 septembre 2010 | Hebe Tien  | HIM International Music |
| My Love              | 2 septembre 2011 | Hebe Tien  | HIM International Music |
| Dream a New Dream EP | 16 décembre 2011 | Selina Ren | HIM International Music |
| Ella To Be EP        | 30 mars 2012     | Ella Chen  | HIM International Music |

## Filmographie

### Télévision
- 2001 : Magical Love
- 2003 : The Rose
- 2005 : Reaching for the Stars
- 2007 : Bull Fighting
- 2010 : Down with Love
- 2010 : I Have a Date with Spring (émission télévisée annulée)

### Cinéma
- 2012 : Perfect Two
- 2012 : Bad Girls